# Kepkov
Reliéfní zbytky Kepkova, výšinného hrádku pravděpodobně typu motte, leží 2,5 km od vesnice Rašovice v okrese Vyškov.
Je tvořen tzv. akropolí o oválné ploše na kuželu obkrouženém dvěma příkopy, předhradí je obehnáno dalším příkopem. Jádro hrádku převyšuje terén konůveckého údolí o 48m. Při archeologickém výzkumu uskutečněném v letech 1975 a 1976 a vedeném archeoložkou Dagmar Šaurovou byly odkryty řady kamenů a zbytky mazanice, zřejmě podložení a omaz srubové stavby, zahloubený objekt – zřejmě zbyek suterénu při hraně kuželu kam ústilo dřevěné přemostění příkopu. Dále zde byly nalezeny železné předměty z velké části vojenské povahy a soubor středověké keramiky.
Jedná se o objekt, o jehož historii není nic známo, poprvé se uvádí až roku 1497 jako „Kepkův pustý kopeček“. Později v letech 1531 a 1543 se uvádí jako „hrad pustý Kunůvský“. Hrádek měl pravděpodobně úzký vztah ke dvěma sousedním středověkým vesnicím, dnes zaniklým Konůvkám a Bohuškám, čemuž napovídá jeho poloha téměř přesně mezi nimi a to, že hrádek i obě vesnice měly po určitou dobu společného vlastníka. Ani období zániku tohoto sídla není vyjasněno, hovoří se době česko-uherských válek nebo o době válek husitských.